# Беляев, Павел Иванович
Па́вел Ива́нович Беля́ев (26 июня 1925, Челищево, Северо-Двинская губерния — 10 января 1970, Москва) — советский лётчик-космонавт. Герой Советского Союза, лётчик-космонавт СССР № 10, заслуженный мастер спорта СССР (1965). Участник Советско-японской войны, полковник.

## Биография
Родился 26 июня 1925 года в селе Челищево Рослятинского района Северо-Двинской губернии (ныне Бабушкинский район Вологодской области). С 1932 по 1937 год учился в неполной средней школе в селе Миньково. Затем учился в Каменске-Уральском: в 1937—1941 годах — в средней школе № 3, в 1941—1942 годах — в средней школе № 1.
В это же время начал охотиться (успешно добывал пушного зверя).
После окончания десятилетки работал токарем на Синарском трубном заводе. В 1943 году добровольно вступил в ряды Красной Армии и был направлен в Ейское военное авиационное училище лётчиков, в 1943—1944 годах размещавшееся в городе Сарапул Удмуртской АССР. Училище окончил в 1945 году.
Лётчиком-истребителем участвовал в Советско-японской войне в составе 38-го гвардейского истребительного авиаполка 12-й штурмовой авиадивизии Тихоокеанского флота (август—сентябрь 1945 года), затем проходил службу в частях авиации ВМФ СССР.
С 1956 года учился в Военно-воздушной академии (ныне имени Ю. А. Гагарина), которую окончил в 1959 году.
Освоил самолёты У-2, Ут-2, Як-7Б, Як-9, Як-11, Ла-11, МиГ-15 и МиГ-17, имел общий налёт более 500 часов.
В 1960 году был зачислен в отряд космонавтов. Среди набранных лётчиков был самым старшим по возрасту, по званию (майор) и по должности (командир эскадрильи). Внутри группы был единственным, кого коллеги именовали по имени и отчеству. Проходил подготовку к полётам на кораблях типа «Восток» и «Восход».
18—19 марта 1965 года совершил космический полёт в качестве командира корабля «Восход-2». Во время полёта второй пилот корабля А. А. Леонов впервые в мире осуществил выход в открытый космос. На заключительном этапе полёта, когда вышла из строя система ориентации корабля и стала невозможной посадка в автоматическом режиме, Беляев вручную сориентировал корабль и включил тормозную двигательную установку. Эти операции были выполнены впервые в пилотируемой космонавтике:77.
В последующие годы проходил подготовку к полётам на кораблях типа «Союз».
Умер 10 января 1970 года от интоксикации организма вследствие гнойного перитонита после перенесённой хирургической операции. Похоронен на московском Новодевичьем кладбище.

## Статистика полётов
Источник:
| # | Стартовый корабль | Старт, UTC        | Экспедиция | Корабль посадки | Посадка, UTC      | Налёт                      | Выходы в открытый космос | Время в открытом космосе |
| - | ----------------- | ----------------- | ---------- | --------------- | ----------------- | -------------------------- | ------------------------ | ------------------------ |
| 1 | Восход-2          | 18.03.1965, 07:00 | Восход-2   | Восход-2        | 19.03.1965, 09:02 | 01 сутки 02 часа 02 минуты | 0                        | 0                        |
|   |                   |                   |            |                 |                   | 01 сутки 02 часа 02 минуты | 0                        | 0                        |

Чествование космонавтов П. И. Беляева и А. А. Леонова в Вологде (1965 год)
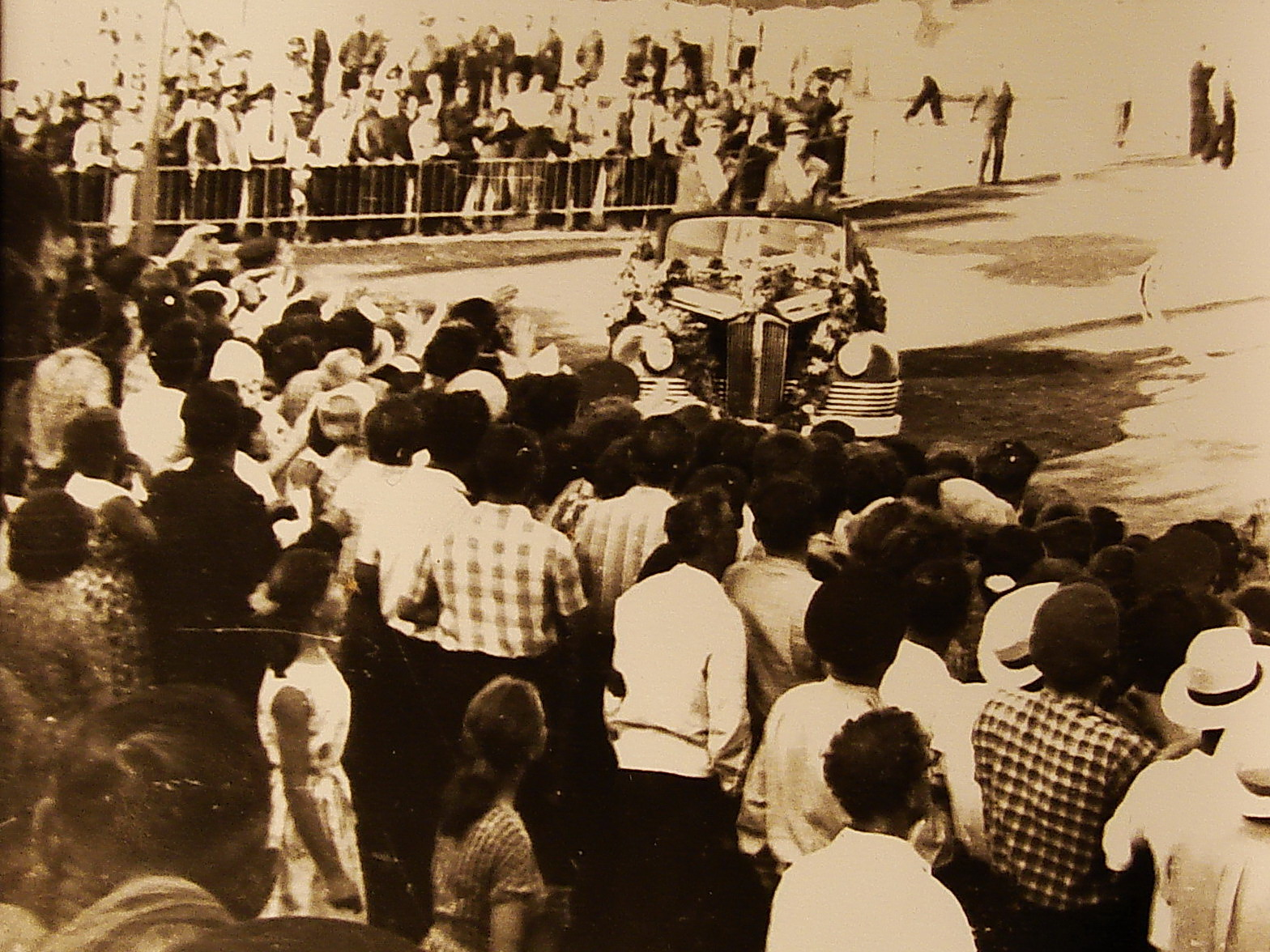
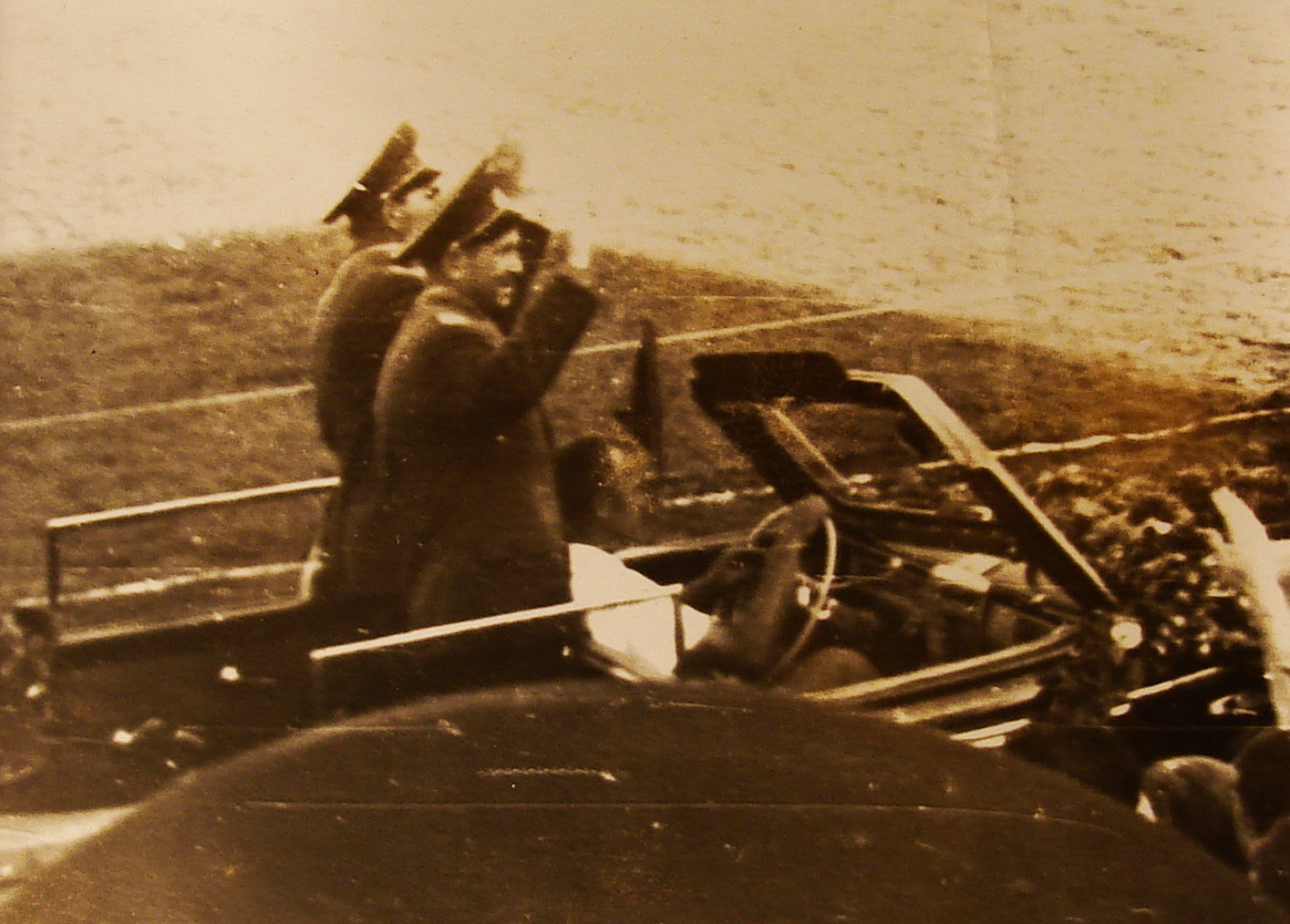
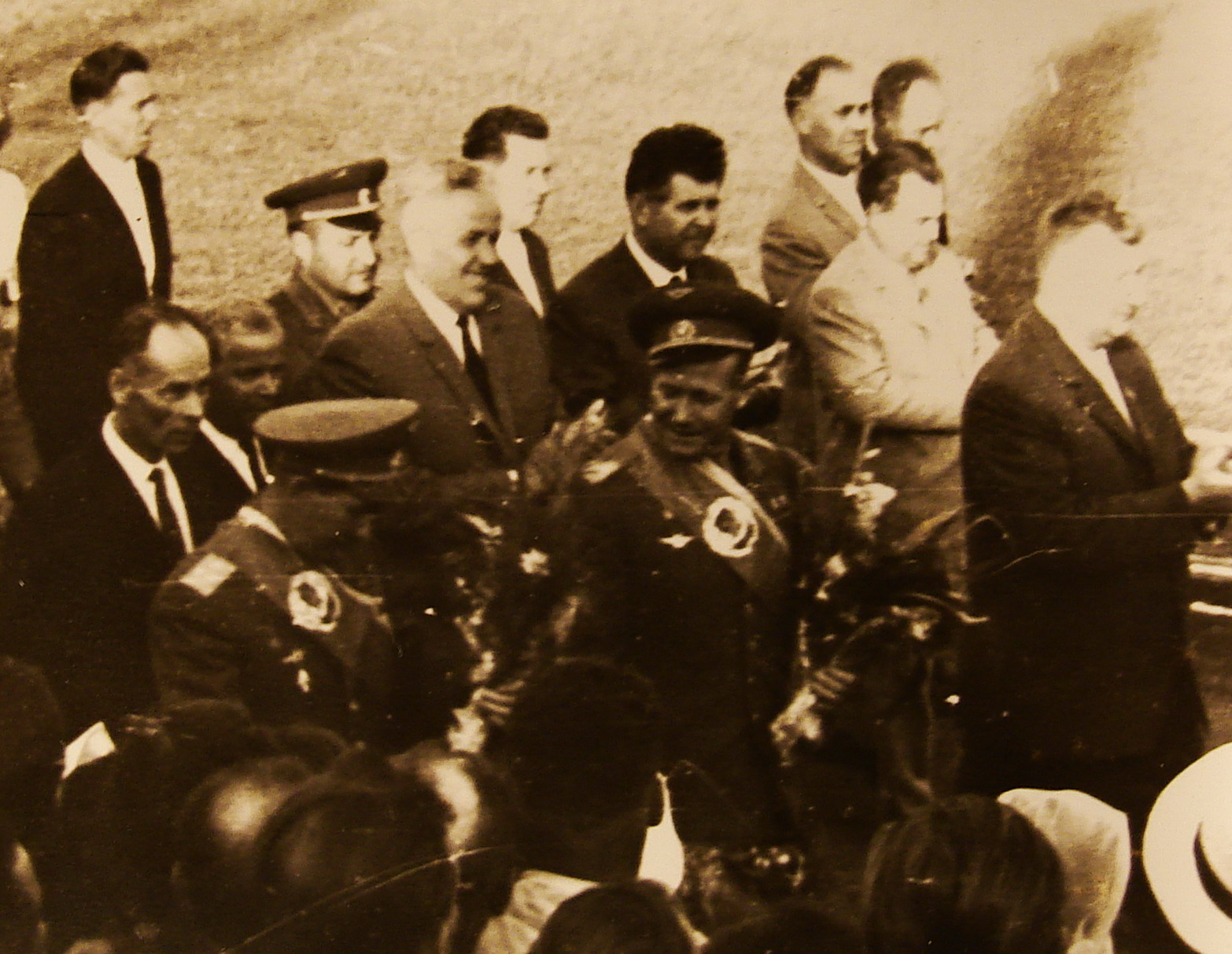

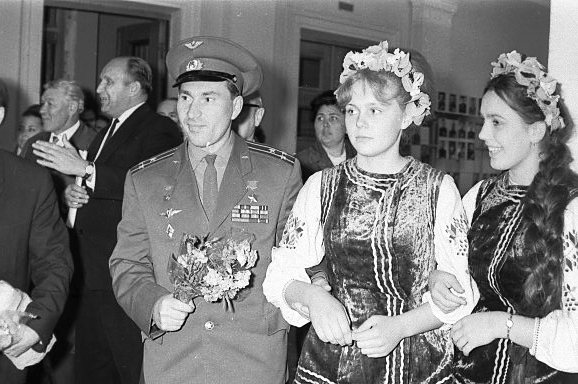
П. И. Беляев в Киеве, фото А. Т. Бормотова
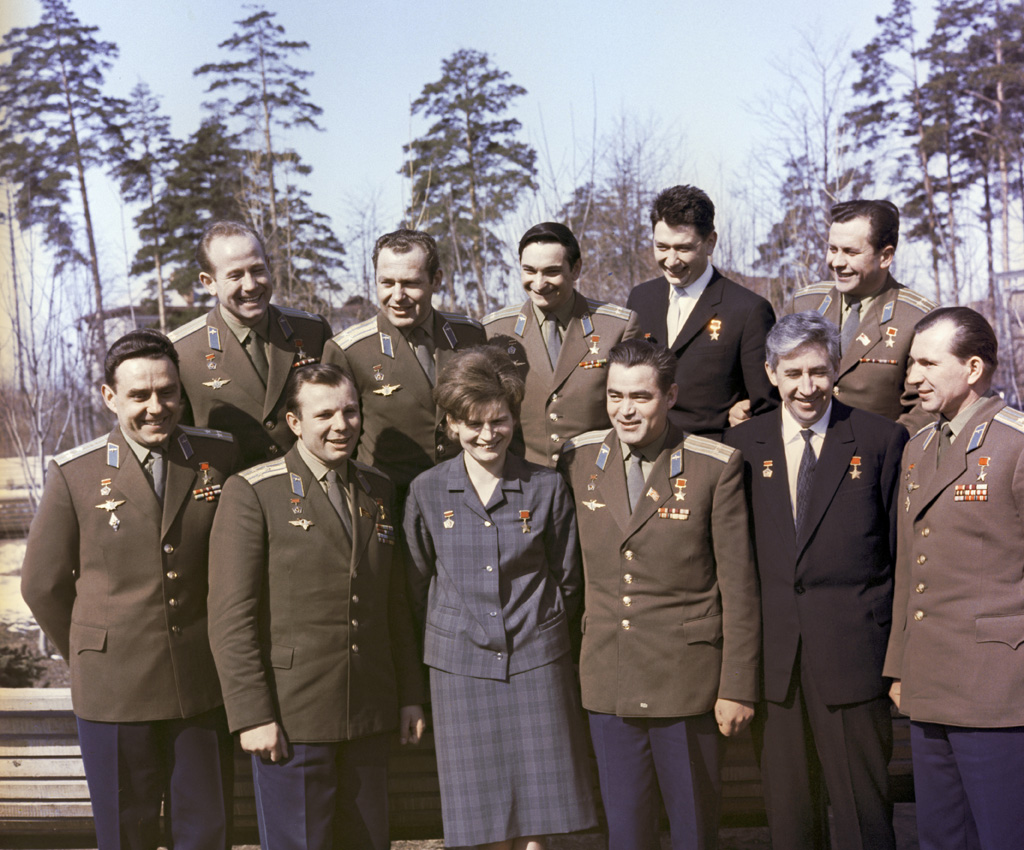
Лётчики-космонавты СССР в Звёздном городке (П. И. Беляев в первом ряду, справа)

### Воинские звания
- Младший лейтенант (16.07.1945)
- Гвардии лейтенант (13.05.1947)
- Гвардии старший лейтенант (21.08.1950)
- Гвардии капитан (29.04.1954)
- Гвардии майор (18.11.1959)
- Подполковник (23.05.1962)
- Полковник (18.03.1965)

## Награды
- Медаль «Золотая Звезда» Героя Советского Союза и орден Ленина (23 марта 1965).
- Орден Красной Звезды (17 июня 1961).
- Медаль «За боевые заслуги» (11 ноября 1953).
- Медаль «За победу над Германией» (9 мая 1945).
- Медаль «За победу над Японией» (30 сентября 1945)
- Медаль «За доблестный труд в Великой Отечественной войне 1941—1945 гг.» (25 мая 1965).
- Медаль «За освоение целинных земель» (19 марта 1965).
- Другие советские медали: 4 — юбилейные и 2 — за безупречную службу в ВС СССР.
- Золотая медаль ВДНХ СССР (25 марта 1965).
- Медаль «Золотая Звезда» Героя Социалистического Труда НРБ и орден Георгия Димитрова (1965, НРБ).
- Медаль «Золотая Звезда» Героя Труда ДРВ (1965, ДРВ).
- Медаль «Золотая Звезда» Героя МНР и орден Сухэ-Батора (1967, МНР).
- Орден Карла Маркса (ГДР, 1965).
- Орден Сирийской Арабской Республики с диамантом.
- Медаль «За освобождение Кореи» (15 октября 1948, КНДР).

## Память
Именем Беляева названы:
- кратер на Луне,
- малая планета 2030 Belyaev, открытая 8 октября 1969 года Л. И. Черных в Научном (наименование присвоено 1 сентября 1978 года)[11][12].
- гора в Антарктиде (гора Беляева, горы Принс-Чарльз, 70°43′ ю.ш., 66°33′ в.д., гора обследована в 1972—1973 гг. Советской Антарктической экспедицией)[13];
- научно-исследовательское судно Академии наук СССР (РАН), «Космонавт Павел Беляев»
- борт VQ-BSH авиакомпании Аэрофлот.
- школа № 3 города Каменска-Уральского.

А также улицы:

### Мемориальная доска
Мемориальная доска со скульптурными портретами открыта 9 мая 2015 года на доме № 2 в Звёздном городке в память трёх лётчиков — участников Великой Отечественной войны: Г. Т. Берегового, Н. Ф. Кузнецова и П. И. Беляева (скульптор Андрей Следков).

### Памятники

Памятник П. И. Беляеву в Вологде на улице Мальцева
Памятник Павлу Беляеву на Аллее Космонавтов в Москве
Надгробный памятник Беляева на Новодевичьем кладбище Москвы

### Почтовые марки

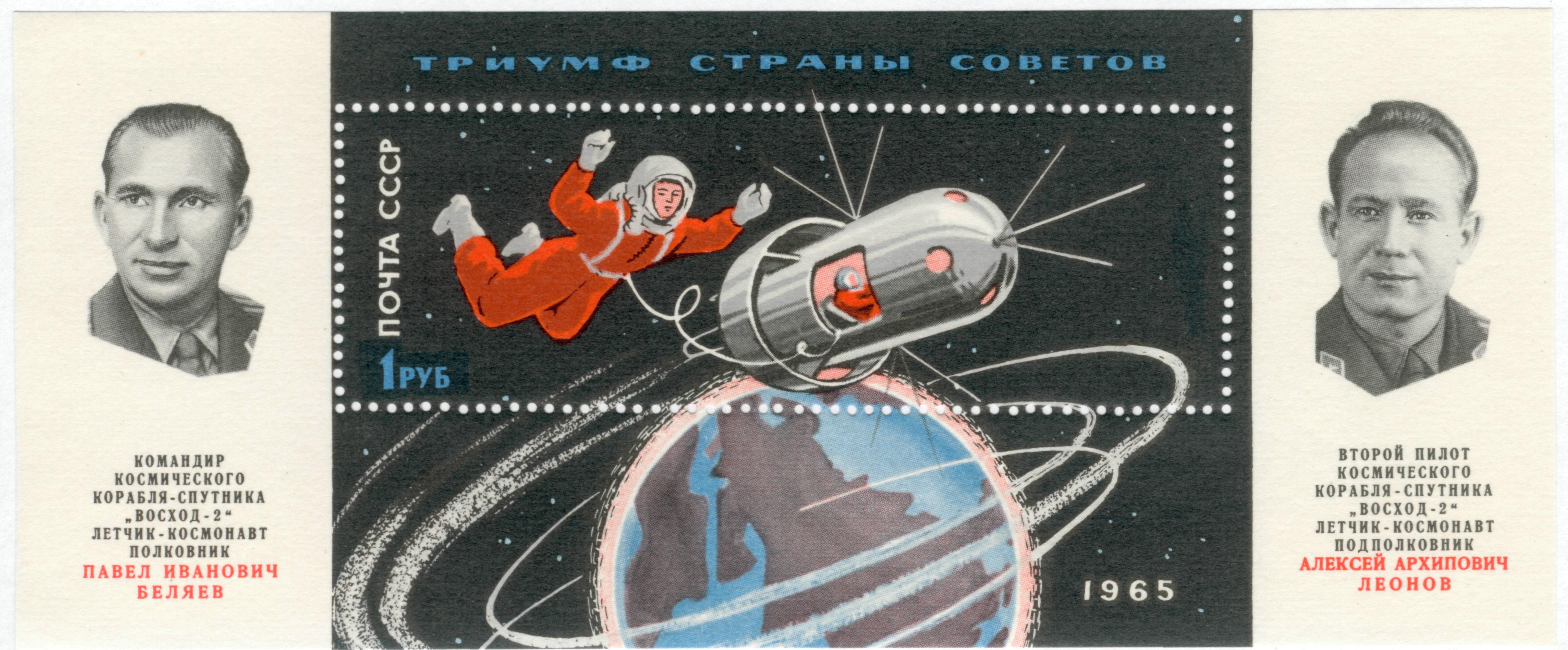
Павел Беляев и Алексей Леонов на почтовом блоке СССР Восход-2. Триумф Страны Советов, 1965
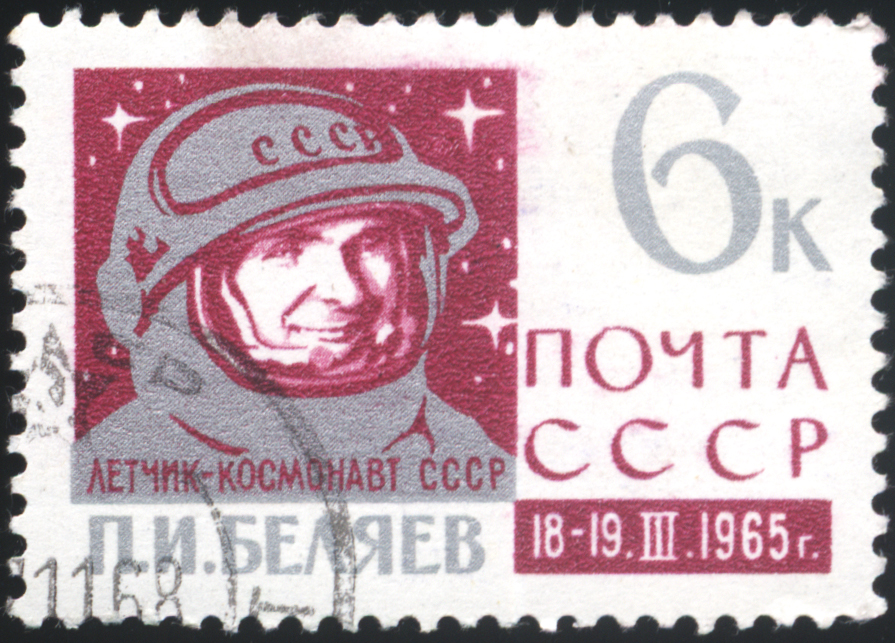
Почтовая марка СССР, 1965 год
Почтовая марка Кубы, 1965 год
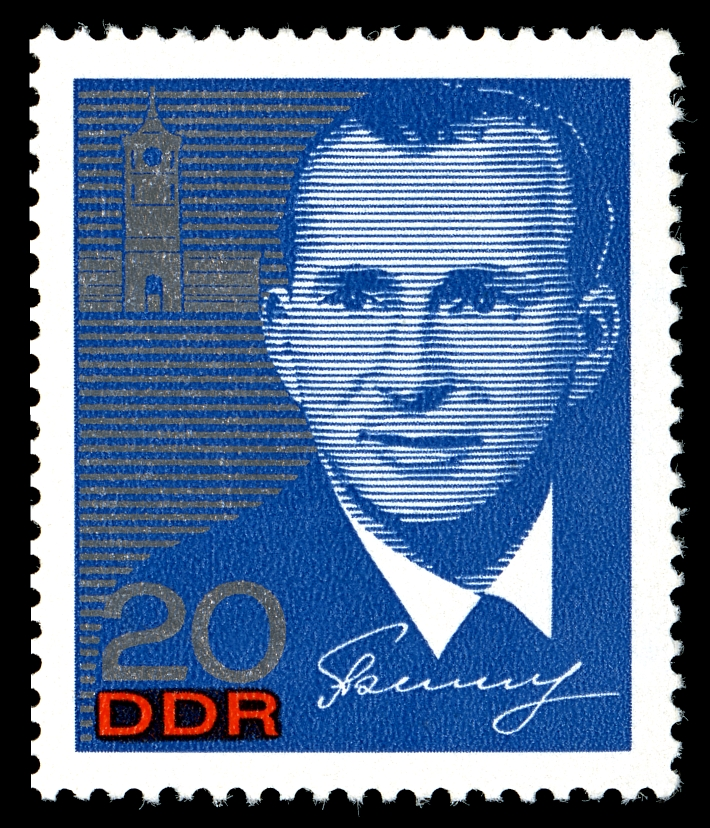
Почтовая марка ГДР, 1965 год

### Прочее
- Космонавт увековечен в скульптурной композиции «Павший астронавт» —  художественной инсталляции на Луне.
- Ежегодно во второй половине августа в Череповце проводится хоккейный турнир, носящий имя П. И. Беляева[15]. Идея его проведения возникла с вводом в строй спортивно-концертного комплекса «Алмаз» в 1971 году. В 2007 году турнир перенесён из СКК «Алмаз» в Ледовый дворец.

## Фильмы
- «Время первых» (2017). В роли Беляева Константин Хабенский.